# Liu Yongxing
Liu Yongxing (chiń. 刘永兴) – były ambasador Chińskiej Republiki Ludowej w Wientianie (Laos). Pełnił tę funkcję od sierpnia 2003 do lutego 2007 roku.